# Бильязы
Бильязы (баш. Бильяҙы) — деревня в Чишминском районе Башкортостана, относится к Новотроицкому сельсовету. 

## Население
| 2002 | 2009 | 2010 |
| ---- | ---- | ---- |
| 13   | ↗17  | ↘13  |

Национальный состав
Согласно переписи 2002 года, преобладающая национальность — татары (77 %).

## Географическое положение
Расстояние до:
- районного центра (Чишмы): 28 км,
- центра сельсовета (Новотроицкое): 8 км,
- ближайшей ж/д станции (Чишмы): 28 км.